# Venezuela en los Juegos Olímpicos de Londres 2012
Venezuela participó en los Juegos Olímpicos de Londres 2012 en el Reino Unido. El Comité Olímpico Venezolano envió un total de 69 atletas a los Juegos en Londres, para competir en 14 disciplinas deportivas.
La tenismesista Fabiola Ramos fue la abanderada en la ceremonia de apertura.

## Atletas
La siguiente tabla muestra el número de atletas en cada disciplina:
| Deporte       | Hombres | Mujeres | Total |
| ------------- | ------- | ------- | ----- |
| Tiro con arco | 1       | 1       | 2     |
| Atletismo     | 8       | 5       | 13    |
| Boxeo         | 2       | 1       | 3     |
| Ciclismo      | 7       | 5       | 12    |
| Saltos        | 2       | 1       | 3     |
| Esgrima       | 3       | 3       | 6     |
| Gimnasia      | 0       | 1       | 1     |
| Judo          | 2       | 1       | 3     |
| Vela          | 2       | 0       | 2     |
| Tiro          | 0       | 1       | 1     |
| Natación      | 7       | 3       | 10    |
| Tenis de Mesa | 0       | 1       | 1     |
| Voleibol      | 2       | 0       | 2     |
| Halterofilia  | 1       | 2       | 3     |
| Lucha         | 5       | 2       | 7     |
| Total         | 42      | 27      | 69    |

## Medallistas
| Medalla        | Nombre        | Deporte | Evento            | Fecha               |
| -------------- | ------------- | ------- | ----------------- | ------------------- |
| Medalla de oro | Rubén Limardo | Esgrima | Espada individual | 1 de agosto de 2012 |

| Deporte |   |   |   | Total |
| Esgrima | 1 | 0 | 0 | 1     |
| Total   | 1 | 0 | 0 | 1     |

## Diplomas olímpicos
| Puesto | Nombre                                                                  | Deporte      | Evento                           |
| ------ | ----------------------------------------------------------------------- | ------------ | -------------------------------- |
| 4      | Junior Sánchez                                                          | Halterofilia | −69 kg masculino                 |
| 8      | Betsi Rivas                                                             | Halterofilia | –48 kg femenino                  |
| =5     | Karlha Magliocco                                                        | Boxeo        | Peso mosca femenino              |
| =5     | Gabriel Maestre                                                         | Boxeo        | Peso wélter masculino            |
| 6      | Silvio Fernández                                                        | Esgrima      | Espada individual masculino      |
| 7      | Alberth Bravo Omar Longart José Meléndez Alberto Aguilar Arturo Ramírez | Atletismo    | Relevo 4 X 400 m                 |
| 7      | Daniela Larreal María Estela Vilera                                     | Ciclismo     | Velocidad por equipos femenino   |
| 8      | Andreína Pinto                                                          | Natación     | 800 metros estilo libre femenino |

Junior Sánchez, quien compitió en halterofilia en la categoría de los 69 kg, originalmente había quedado en la quinta posición. Pero en noviembre de 2020 el Comité Olímpico Internacional descalificó al rumano Răzvan Martin al dar positivo por dopaje y le retiró su medalla de bronce, con lo que Sánchez subió a la cuarta posición.

## Nuevos registros nacionales
Betsi Rivas (Levantamiento de pesas 48 kg) estableció registro nacional en el total con 168kg
Junior Sánchez (Levantamiento de pesas 69 kg) estableció DOS registros nacionales en el total con 326 kg y 328 kg
Inmara Henríquez (Levantamiento de pesas 53 kg) estableció DOS registros nacionales en el envión (113 kg) y en el total con 194kg
Andreína Pinto (Natación) estableció tres récords nacionales: 400 metros combinados (4:48.64), 200 mariposa (2:11.23) y 800 metros libre (8:26.43), con lo que batió la marca suramericana.
José Peña (Atletismo) estableció registro nacional en los 3000 metros con obstáculos con 3:24.06.

## Deportes

### Atletismo
Pista y Ruta
Masculino
| Albert Bravo                                                            | 400 metros            | 45.61   | q     | 46.22 | 7 S2 | No avanzó | No avanzó |           |           |
| Eduar Villanueva                                                        | 1500 metros masculino | 3:43.11 | 11 H3 | —     | —    | No avanzó | 39        |           |           |
| José Peña                                                               | 3000 m obstáculos     | 8:24.06 | 8 H1  | —     | —    | No avanzó | No avanzó | No avanzó | No avanzó |
| Alberth Bravo Omar Longart José Meléndez Alberto Aguilar Arturo Ramírez | 4 × 400 m             | 3:02.62 | 4 q   | —     | —    | 3:02.18   | 7         |           |           |
| Pedro Mora                                                              | Maratón               | —       | —     | —     | —    | 2:22:40   | 62        |           |           |

Femenino
| Atletas           | Evento                | Eliminatoria | Eliminatoria | Semifinal | Semifinal | Final     | Final |
| ----------------- | --------------------- | ------------ | ------------ | --------- | --------- | --------- | ----- |
| Atletas           | Evento                | Tiempo       | Lugar        | Tiempo    | Lugar     | Tiempo    | Lugar |
| Nercelis Soto     | 200 metros            | 23.54        | 7 S4         | No avanzó | No avanzó | No avanzó | 40    |
| Milángela Rosales | 20 km marcha femenina | —            | —            | —         | —         | 1:42:46   | 55    |
| Yolimar Pineda    | Maratón               | —            | —            | —         | —         | 2:45:16   | 94    |

Eventos de Campo
Femenino
| Atlestas       | Evento                  | Clasificación   | Clasificación | Final           | Final     |
| Atlestas       | Evento                  | Longitud/Altura | Lugar         | Longitud/Altura | Lugar     |
| -------------- | ----------------------- | --------------- | ------------- | --------------- | --------- |
| Rosa Rodríguez | Lanzamiento de martillo | 67.34 m         | 27            | No avanzó       | No avanzó |
| Yusbelys Parra | Lanzamiento de jabalina | DNS             | DNS           | DNS             | DNS       |

### Boxeo
Venezuela clasificó dos boxeadores y una boxeadora para los juegos.
Masculino
| Atleta          | Evento       | Ronda de 32              | Ronda de 16          | Cuartos de final     | Semifinales        | Final              | Final     |
| Atleta          | Evento       | Oponente Resultado       | Oponente Resultado   | Oponente Resultado   | Oponente Resultado | Oponente Resultado | Lugar.    |
| --------------- | ------------ | ------------------------ | -------------------- | -------------------- | ------------------ | ------------------ | --------- |
| Gabriel Maestre | Peso wélter  | Ghasemipour (IRI) V 13–8 | Lusizi (RSA) V 18–13 | Sapiyev (KAZ) P 9–20 | No avanzó          | No avanzó          | 8         |
| José Espinoza   | Peso mediano | Harcsa (HUN) P 13–16     | No avanzó            | No avanzó            | No avanzó          | No avanzó          | No avanzó |

Femenino
| Atleta           | Evento     | Ronda de 16         | Cuartos de final      | Semifinales        | Final              | Final |
| Atleta           | Evento     | Oponente Resultado  | Oponente Resultado    | Oponente Resultado | Oponente Resultado | Lugar |
| ---------------- | ---------- | ------------------- | --------------------- | ------------------ | ------------------ | ----- |
| Karlha Magliocco | Peso mosca | Matos (BRA) V 15–14 | Esparza (USA) P 16–24 | No avanzó          | No avanzó          | 6     |

### Ciclismo

#### Ciclismo de Ruta

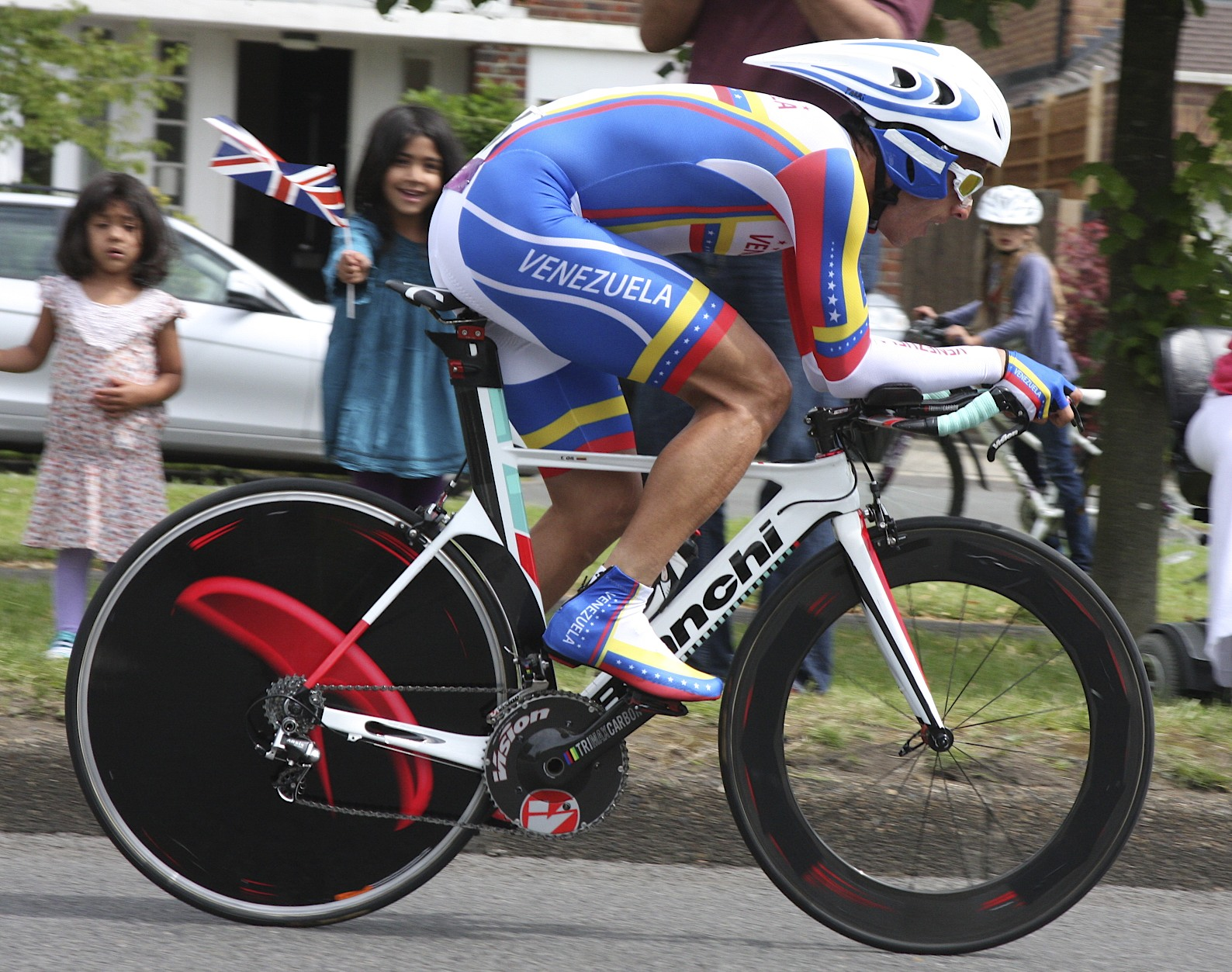
Tomás Gil durante la prueba contrarreloj masculino

| Atleta            | Evento                                       | Tiempo      | Lugar       |
| ----------------- | -------------------------------------------- | ----------- | ----------- |
| Miguel Ubeto      | Prueba de ruta individual (250 km) masculino | 5:46:37     | 45          |
| Jackson Rodríguez | Prueba de ruta individual (250 km) masculino | 5:46:37     | 51          |
| Tomás Gil         | Prueba de ruta individual (250 km) masculino | 5:46:37     | 70          |
| Tomás Gil         | Prueba contrarreloj masculino                | 57:05.12    | 33          |
| Danielys García   | Prueba de ruta individual femenino           | No finalizó | No finalizó |

#### Ciclismo de BMX
| Atleta            | Evento       | Clasificación | Clasificación | Semifinal | Semifinal | Final     | Final     |
| Atleta            | Evento       | Tiempo        | Lugar         | Puntos    | Lugar     | Tiempo    | Lugar     |
| ----------------- | ------------ | ------------- | ------------- | --------- | --------- | --------- | --------- |
| Stefany Hernández | BMX femenino | 41,253        | 12            | 15        | 5         | No avanzó | No avanzó |

#### Ciclismo en pista
Velocidad
| Atleta          | Evento                         | Clasificación           | Clasificación | Ronda 1                          | Respesca 1                       | Ronda 2                          | Respesca 2                       | Cuarto de final                  | Semifinal                        | Final                                                            | Final     |
| Atleta          | Evento                         | Tiempo Velocidad (km/h) | Posición      | Oponente Tiempo Velocidad (km/h) | Oponente Tiempo Velocidad (km/h) | Oponente Tiempo Velocidad (km/h) | Oponente Tiempo Velocidad (km/h) | Oponente Tiempo Velocidad (km/h) | Oponente Tiempo Velocidad (km/h) | Oponente Tiempo Velocidad (km/h)                                 | Posición  |
| --------------- | ------------------------------ | ----------------------- | ------------- | -------------------------------- | -------------------------------- | -------------------------------- | -------------------------------- | -------------------------------- | -------------------------------- | ---------------------------------------------------------------- | --------- |
| Hersony Canelón | Velocidad individual masculina | 10.123 71.125           | 6             | Kelemen (CZE) P REL              | Dawkins (NZL) V 10.439 68.972    | Perkins (AUS) P REL              | Nakagawa (JPN) Awang (MAS) P     | No avanzó                        | No avanzó                        | Final 9no lugar Nakagawa (JPN) Kelemen (CZE) Esterhuizen (RSA) P | 12        |
| Daniela Larreal | Velocidad individual femenina  | 11.569 62.235           | 16            | Guo S (CHN) P                    | Kanis (NED) Cueff (FRA) P        | No avanzó                        | No avanzó                        | No avanzó                        | No avanzó                        | No avanzó                                                        | No avanzó |

Velocidad por equipos
| Atleta                                     | Evento                          | Clasificación           | Clasificación | Semifinal                        | Semifinal | Final                            | Final     |
| Atleta                                     | Evento                          | Tiempo Velocidad (km/h) | Posición      | Oponente Tiempo Velocidad (km/h) | Posición  | Oponente Tiempo Velocidad (km/h) | Posición  |
| ------------------------------------------ | ------------------------------- | ----------------------- | ------------- | -------------------------------- | --------- | -------------------------------- | --------- |
| Hersony Canelón Cesar Marcano Angel Pulgar | Velocidad por equipos masculino | 44.654 60.464           | 9             | No avanzó                        | No avanzó | No avanzó                        | No avanzó |
| Daniela Larreal María Estela Vilera        | Velocidad por equipos femenino  | 34.320 52.447           | 8 Q           | (CHN) P 34.415 52.302            | 2 h4      | No avanzó                        | 7         |

Keirin
| Atleta          | Evento           | 1.ª ronda | Repechaje | 2.ª Ronda | Final    |
| Atleta          | Evento           | Posición  | Posición  | Posición  | Posición |
| --------------- | ---------------- | --------- | --------- | --------- | -------- |
| Hersony Canelón | Keirin masculino | 3 R       | 2 Q       | 5         | 12       |
| Daniela Larreal | Keirin femenino  | 3 R       | 3 Q       | 6         | 9        |

Omnium
| Atleta         | Evento           | Velocidad individual | Velocidad individual | Carrera por puntos | Carrera por puntos | Carrera de Eliminación | Persecución individual | Persecución individual | Scratch  | Kilómetro contrarreloj | Kilómetro contrarreloj | Total | Posición |
| Atleta         | Evento           | Tiempo               | Posición             | Puntos             | Posición           | Posición               | Tiempo                 | Posición               | Posición | Tiempo                 | Posición               | Total | Posición |
| -------------- | ---------------- | -------------------- | -------------------- | ------------------ | ------------------ | ---------------------- | ---------------------- | ---------------------- | -------- | ---------------------- | ---------------------- | ----- | -------- |
| Carlos Linares | Ómnium masculino | 13.863               | 16                   | −18                | 16                 | 14                     | 4:36.477               | 16                     | 18       | 1:06.773               | 16                     | 96    | 17       |
| Angie González | Ómnium femenino  | 15.115               | 17                   | 20                 | 9                  | 18                     | 3:54.926               | 17                     | 17       | 37.578                 | 17                     | 95    | 18       |

### Esgrima
Venezuela calificó a 6 esgrimistas.
Masculino
| Atleta           | Evento            | Ronda de 64           | Ronda de 32            | Ronda de 16           | Cuartos de final    | Semifinal          | Final                  | Final          |
| Atleta           | Evento            | Oponente Puntos       | Oponente Puntos        | Oponente Puntos       | Oponente Puntos     | Oponente Puntos    | Oponente Puntos        | Lugar          |
| ---------------- | ----------------- | --------------------- | ---------------------- | --------------------- | ------------------- | ------------------ | ---------------------- | -------------- |
| Silvio Fernández | Espada individual | —                     | Alexanin (KAZ) V 15–12 | Kudayev (UZB) V 15–3  | Kesley (USA) P 9–15 | No avanzó          | No avanzó              | 6              |
| Rubén Limardo    | Espada individual | —                     | Fayez (EGY) V 15–13    | Heinzer (SUI) V 15-11 | Pizzo (ITA) V 15–12 | Kelsey (USA) V 6–5 | Piasecki (NOR) V 15–10 | Medalla de oro |
| Hernan Jansen    | Sable individual  | Samandi (TUN) V 15–13 | Yakimenko (RUS) P 4–15 | No avanzó             | No avanzó           | No avanzó          | No avanzó              | No avanzó      |

Mujeres
| Atleta            | Evento             | Ronda de 64             | Ronda de 32          | Ronda de 16            | Cuartos de final | Semifinal       | Final           | Final     |
| Atleta            | Evento             | Oponente Puntos         | Oponente Puntos      | Oponente Puntos        | Oponente Puntos  | Oponente Puntos | Oponente Puntos | Lugar     |
| ----------------- | ------------------ | ----------------------- | -------------------- | ---------------------- | ---------------- | --------------- | --------------- | --------- |
| María Martínez    | Espada individual  | Duplitzer (GER) P 10–15 | No avanzó            | No avanzó              | No avanzó        | No avanzó       | No avanzó       | No avanzó |
| Johana Fuenmayor  | Florete individual | El Gammal (EGY) V 15–9  | Errigo (ITA) P 4–15  | No avanzó              | No avanzó        | No avanzó       | No avanzó       | No avanzó |
| Alejandra Benítez | Sable individual   | —                       | R-J Lee (KOR) V 15–9 | Velikaya (RUS) P 10–15 | No avanzó        | No avanzó       | No avanzó       | No avanzó |

### Gimnasia

#### Artística
Femenino
| Atleta        | Evento                | Clasificación      | Clasificación      | Clasificación       | Clasificación | Clasificación | Clasificación | Final              | Final              | Final               | Final  | Final  | Final |
| Atleta        | Evento                | Salto de Caballete | Barras Asimétricas | Barra de Equilibrio | Suelo         | Total         | Lugar         | Salto de Caballete | Barras Asimétricas | Barra de Equilibrio | Suelo  | Total  | Lugar |
| ------------- | --------------------- | ------------------ | ------------------ | ------------------- | ------------- | ------------- | ------------- | ------------------ | ------------------ | ------------------- | ------ | ------ | ----- |
| Jessica López | All-around individual | 13.900             | 14.566             | 14.266              | 13.933        | 56.665        | 13 Q          | 13.800             | 14.800             | 13.900              | 13.000 | 55.500 | 18    |

### Halterofilia
| Atleta           | Evento           | Grupo | Peso corporal | Arrancada (kg) | Arrancada (kg) | Arrancada (kg) | Arrancada (kg) | Envión (kg) | Envión (kg) | Envión (kg) | Envión (kg) | Total | Posición |
| Atleta           | Evento           | Grupo | Peso corporal | 1              | 2              | 3              | Resultado      | 1           | 2           | 3           | Resultado   | Total | Posición |
| ---------------- | ---------------- | ----- | ------------- | -------------- | -------------- | -------------- | -------------- | ----------- | ----------- | ----------- | ----------- | ----- | -------- |
| Junior Sánchez   | −69 kg masculino | B     | 68.67         | 145            | 148            | 148            | 148            | 172         | 176         | 180         | 180         | 328   | 5        |
| Betsi Rivas      | –48 kg femenino  | A     | 47.43         | 68             | 70             | 70             | 70             | 92          | 96          | 98          | 98          | 168   | 8        |
| Inmara Henríquez | –53 kg femenino  | B     | 52.84         | 78             | 81             | 81             | 81             | 107         | 110         | 113         | 113         | 194   | 10       |

### Judo
Masculino
| Atleta             | Evento            | Ronda de 32        | Ronda de 16                | Cuartos de final          | Semifinal          | Repechaje          | Final / MB         | Final / MB |           |
| Atleta             | Evento            | Oponente Resultado | Oponente Resultado         | Oponente Resultado        | Oponente Resultado | Oponente Resultado | Oponente Resultado | Posición   |           |
| ------------------ | ----------------- | ------------------ | -------------------------- | ------------------------- | ------------------ | ------------------ | ------------------ | ---------- | --------- |
| Javier Guédez      | – 60 kg masculino | Bye                | A Lamusi (CHN) G 0111–0000 | Sobirov (UZB) P 0000-1000 | No avanzó          | No avanzó          | No avanzó          | No avanzó  | No avanzó |
| Ricardo Valderrama | – 66 kg masculino | Bye                | Drakšič (SLO) P 0001–0010  | No avanzó                 | No avanzó          | No avanzó          | No avanzó          | No avanzó  | No avanzó |

Femenino
| Atleta          | Evento           | Ronda de 16                | Cuartos de final   | Semifinal          | Repechaje          | Final / MB         | Final / MB |
| Atleta          | Evento           | Oponente Resultado         | Oponente Resultado | Oponente Resultado | Oponente Resultado | Oponente Resultado | Posición   |
| --------------- | ---------------- | -------------------------- | ------------------ | ------------------ | ------------------ | ------------------ | ---------- |
| Giovanna Blanco | + 78 kg femenino | Sugimoto (JPN) P 0000-0100 | No avanzó          | No avanzó          | No avanzó          | No avanzó          | No avanzó  |

### Lucha

#### Estilo Libre
Masculino
| Atleta           | Evento           | Clasificación      | Ronda de 16           | Cuartos de final   | Semifinal          | Repechaje 1        | Repechaje 2        | Final / MB         | Final / MB |
| Atleta           | Evento           | Oponente Resultado | Oponente Resultado    | Oponente Resultado | Oponente Resultado | Oponente Resultado | Oponente Resultado | Oponente Resultado | Posición   |
| ---------------- | ---------------- | ------------------ | --------------------- | ------------------ | ------------------ | ------------------ | ------------------ | ------------------ | ---------- |
| Ricardo Roberty  | −74 kg masculino | Midana (GBS) P 1–3 | No avanzó             | No avanzó          | No avanzó          | No avanzó          | No avanzó          | No avanzó          | 12         |
| José Daniel Díaz | −84 kg masculino | Bye                | Zvirbulis (LAT) P 1–3 | No avanzó          | No avanzó          | No avanzó          | No avanzó          | No avanzó          | 17         |

Femenino
| Atleta          | Evento          | Clasificación         | Ronda de 16            | Cuartos de final    | Semifinal          | Repechaje 1        | Repechaje 2        | Final / MB         | Final / MB |
| Atleta          | Evento          | Oponente Resultado    | Oponente Resultado     | Oponente Resultado  | Oponente Resultado | Oponente Resultado | Oponente Resultado | Oponente Resultado | Posición   |
| --------------- | --------------- | --------------------- | ---------------------- | ------------------- | ------------------ | ------------------ | ------------------ | ------------------ | ---------- |
| Mayelis Caripá  | −48 kg femenino | Bye                   | Engelhardt (GER) G 3–1 | Merleni (UKR) P 0–5 | No avanzó          | No avanzó          | No avanzó          | No avanzó          | 10         |
| Marcia Andrades | −55 kg femenino | Zholobova (RUS) P 0–3 | No avanzó              | No avanzó           | No avanzó          | No avanzó          | No avanzó          | No avanzó          | 19         |

#### Estilo greco-romano
Masculino
| Atleta          | Evento | Clasificación       | Ronda de 16            | Cuartos de final   | Semifinal          | Repechaje 1        | Repechaje 2        | Final / MB         | Final / MB |
| Atleta          | Evento | Oponente Resultado  | Oponente Resultado     | Oponente Resultado | Oponente Resultado | Oponente Resultado | Oponente Resultado | Oponente Resultado | Posición   |
| --------------- | ------ | ------------------- | ---------------------- | ------------------ | ------------------ | ------------------ | ------------------ | ------------------ | ---------- |
| Luis Liendo     | −60 kg | Bye                 | Kebispayev (KAZ) P 0–3 | No avanzó          | No avanzó          | No avanzó          | No avanzó          | No avanzó          | 12         |
| Wuileixis Rivas | −66 kg | Bye                 | Guénot (FRA) P 0–3     | No avanzó          | No avanzó          | No avanzó          | No avanzó          | No avanzó          | 16         |
| Erwin Caraballo | −96 kg | Arusaar (EST) P 0–3 | No avanzó              | No avanzó          | No avanzó          | No avanzó          | No avanzó          | No avanzó          | 19         |

### Natación
Masculino
| Atleta                                                                   | Evento                                       | Preliminares | Preliminares | Semifinal  | Semifinal  | Final      | Final      |
| Atleta                                                                   | Evento                                       | Tiempo       | Posición     | Tiempo     | Posición   | Tiempo     | Posición   |
| ------------------------------------------------------------------------ | -------------------------------------------- | ------------ | ------------ | ---------- | ---------- | ---------- | ---------- |
| Cristian Quintero                                                        | 200 metros estilo libre                      | 1:48.71      | 22           | No avanzó  | No avanzó  | No avanzó  | No avanzó  |
| Cristian Quintero                                                        | 400 metros estilo libre                      | 3:50.44      | 16           | N/A        | N/A        | No avanzó  | No avanzó  |
| Alejandro Gómez                                                          | 1500 metros estilo libre masculino           | 15:27.38     | 23           | N/A        | N/A        | No avanzó  | No avanzó  |
| Crox Acuña Octavio Alesi Alejandro Gómez Marcos Lavado Cristian Quintero | Relevo 4 x 100 metros estilo libre masculino | 3:22.68      | 15           | N/A        | N/A        | No avanzó  | No avanzó  |
| Erwin Maldonado                                                          | Maratón 10 kilómetros aguas abiertas         | N/A          | N/A          | N/A        | N/A        | 1:50:52.9  | 13         |
| Albert Subirats                                                          | 100 metros estilo mariposa                   | 53.18        | 29           | No avanzó  | No avanzó  | No avanzó  | No avanzó  |
| Marcos Lavado                                                            | 200 metros estilo mariposa                   | 1:59.31      | 27           | No avanzó' | No avanzó' | No avanzó' | No avanzó' |

Femenino
| Atleta         | Evento                                   | Preliminares | Preliminares | Semifinal | Semifinal | Final     | Final     |
| Atleta         | Evento                                   | Tiempo       | Posición     | Tiempo    | Posición  | Tiempo    | Posición  |
| -------------- | ---------------------------------------- | ------------ | ------------ | --------- | --------- | --------- | --------- |
| Arlene Semeco  | 50 metros estilo libre                   | 25.56        | 28           | No avanzó | No avanzó | No avanzó | No avanzó |
| Arlene Semeco  | 100 metros estilo libre                  | 56.90        | 33           | No avanzó | No avanzó | No avanzó | No avanzó |
| Andreína Pinto | 400 metros estilo libre                  | 4:08.45      | 15           | —         | —         | No avanzó | No avanzó |
| Andreína Pinto | 800 metros estilo libre                  | 8:26.43      | 6 Q          | —         | —         | 8:29.28   | 8         |
| Andreína Pinto | 200 metros estilo mariposa               | 2:11.23      | 22           | No avanzó | No avanzó | No avanzó | No avanzó |
| Andreína Pinto | 400 metros combinado individual femenino | 4:48.64      | 27           | —         | —         | No avanzó | No avanzó |
| Yanel Pinto    | Maratón 10 kilómetros aguas abuertas     | —            | —            | —         | —         | 1:59:05.8 | 14        |

### Saltos
Masculino
| Atleta             | Evento                     | Preliminares | Preliminares | Final     | Final     |
| Atleta             | Evento                     | Puntos       | Lugar        | Puntos    | Lugar     |
| ------------------ | -------------------------- | ------------ | ------------ | --------- | --------- |
| Edickson Contreras | Trampolín de 3 m masculino | 301,45       | 28           | No avanzó | No avanzó |
| Robert Páez        | Trampolín de 3 m masculino | 382,60       | 25           | No avanzó | No avanzó |

Femenino
| Atleta           | Evento                    | Preliminares | Preliminares | Final     | Final     |
| Atleta           | Evento                    | Puntos       | Lugar        | Puntos    | Lugar     |
| ---------------- | ------------------------- | ------------ | ------------ | --------- | --------- |
| Jocelyn Castillo | Trampolín de 3 m femenino | 266,00       | 23           | No avanzó | No avanzó |

### Tenis de mesa
| Fabiola Ramos | individual Femenino | Bye | Krisztina Tóth (HUN) P 3–4 | 3 | No avanzó | No avanzó | No avanzó | No avanzó | No avanzó | No avanzó |

### Tiro
| Atleta         | Evento                          | Clasificación | Clasificación | Final     | Final     |
| Atleta         | Evento                          | Puntos        | Puesto        | Puntos    | Puesto    |
| -------------- | ------------------------------- | ------------- | ------------- | --------- | --------- |
| Maribel Pineda | Pistola de aire 10 m femenino   | 365           | 45            | No avanzó | No avanzó |
| Maribel Pineda | Pistola deportiva 25 m femenino | 560           | 38            | No avanzó | No avanzó |

### Tiro con arco
| Atleta       | Evento               | Clasificación | Clasificación | Ronda de 64             | Ronda de 32        | Ronda de 16        | Cuartos de final   | Semifinales        | Final / MB         | Final / MB |
| Atleta       | Evento               | Puntuación    | Posición      | Oponente Resultado      | Oponente Resultado | Oponente Resultado | Oponente Resultado | Oponente Resultado | Oponente Resultado | Lugar      |
| ------------ | -------------------- | ------------- | ------------- | ----------------------- | ------------------ | ------------------ | ------------------ | ------------------ | ------------------ | ---------- |
| Elías Malavé | Individual masculino | 666           | 25            | Kuo Cheng-wei (TPE) 5-6 | No avanzó          | No avanzó          | No avanzó          | No avanzó          | No avanzó          | No avanzó  |
| Leidys Brito | Individual femenino  | 634           | 45            | Cheng Ming (CHN) 4-6    | No avanzó          | No avanzó          | No avanzó          | No avanzó          | No avanzó          | No avanzó  |

### Vela
| Atleta           | Evento | Carrera | Carrera | Carrera | Carrera | Carrera | Carrera | Carrera | Carrera | Carrera | Carrera | Carrera | Puntos | Posición Final |
| Atleta           | Evento | 1       | 2       | 3       | 4       | 5       | 6       | 7       | 8       | 9       | 10      | M*      | Puntos | Posición Final |
| ---------------- | ------ | ------- | ------- | ------- | ------- | ------- | ------- | ------- | ------- | ------- | ------- | ------- | ------ | -------------- |
| Daniel Flores    | RS:X   | 37      | 37      | 29      | 32      | 30      | 24      | 32      | 29      | 23      | 19      | EL      | 252    | 31             |
| Jose Miguel Ruíz | Laser  | 45      | 46      | 34      | 37      | 42      | 36      | 33      | 44      | 35      | 28      | EL      | 333    | 41             |

M = carrera por Medallas; EL = Eliminado – no avanza a la carrera por Medalla

### Voleibol de playa
| Atleta                         | Evento        | Clasificación | Clasificación | Octavos de final   | Cuartos de final   | Semifinal          | Final / MB         | Final / MB |
| Atleta                         | Evento        | Oponente Resultado | Posición      | Oponente Resultado | Oponente Resultado | Oponente Resultado | Oponente Resultado | Posición   |
| ------------------------------ | ------------- | --- | ------------- | ------------------ | ------------------ | ------------------ | ------------------ | ---------- |
| Igor Hernández Jesus Villafañe | duo masculino | Grupo E Nummerdor – Schuil (NED) P 1 – 2 (18–21, 21–17, 10–15) Pļaviņš – Šmēdiņš (LAT) P 0 – 2 (14–21, 16–21) Erdmann – Matysik (GER) P 1 – 2 (22–20, 16–21, 11-15) | 4             | No avanzó          | No avanzó          | No avanzó          | No avanzó          | 19         |